# Federico Caudana
Federico Caudana (Castiglione Torinese, 4 de desembre de 1878 - San Mauro, Torinese, 29 de juliol de 1963) fou un organista, director de cor i compositor italià.

## Biografia
Quedà orfe als 3 anys. Es formà amb Giuseppe Dogliani a l'Oratori Salesià de Torino-Valdocco Arxivat 2017-12-22 a Wayback Machine.. Fou enviat a estudiar a Milà al Conservatori Giuseppe Verdi, on rebé lliçons de Luigi Mapelli Vincenzo Ferroni. Es graduà en orgue el 28 d'abril de 1907. Des d'aquest any ocupà el càrrec d'organista i director de cor de la catedral de Cremona juntament amb els càrrecs de director de cant coral i de cant pla en el Col·legi Beata Vergine, i de polifonia en el Seminari Epicospal de Cremona.
Formà part del Comité Diocesà de Música Sacra, fou director de la banda de la ciutat i va dirigir també el Cor de Amilcare Ponchielli. Fou uns del membres fundadors de la Societat de Concerts.

## Obra
480 de les seves composicions es publicaren a la Casa Musicale Edizioni Carrara (Bèrgam) entre les quals es conserven 13 misses, 51 obres per a orgue, 12 cantates, 64 cançons eucarístiques, 59 cançons marianes, 33 cançons de Nadal, 149 himnes (sagrats i profans), 7 obres teatrals, 18 composicions per a banda i diverses cançons.